# Ана Дюлгерова
„Ана Дюлгерова“ е дебютен роман на Яна Язова, излязъл за пръв път през 1936 г.

## Сюжет
Действието се развива в Пловдив през 30-те години на миналия век. Главният герой всъщност е ужасяващото българско блато, от което 22-годишната Ана иска да се отскубне. Но и любовта ѝ с по-възрастния от нея известен музикант Богумил Дионисов не може да я спаси от фаталния изход.

## Други произведения на Яна Язова
- „Александър Македонски“
- „Левски“
- „Бенковски“
- „Шипка“
- „Капитан“
- „Соления залив“

## Издания
- 1936 г. София: Библ. Завети. С предг. на Никола Т. Балабанов.
- 1938 г. София: Т. Ф. Чипев.
- 2002 г. София: Весела Люцканова. ISBN 954-8453-95-9.
- 2006 г. София: Изток-Запад. ISBN 954-321-220-1.
- 2013 г. Пловдив: Хермес. ISBN 978-954-26-1247-6.